# Otozō Yamada
Otozō Yamada (山田 乙三, Yamada Otozō; Prefeitura de Nagano, 6 de novembro de 1881 – Tóquio, 7 de julho de 1965) foi um oficial militar do Exército Imperial Japonês, que serviu na Guerra Soviético-Japanesa até o fim da Segunda Guerra Mundial.

## Biografia

### Início de carreira

#### Formação
Yamada nasceu em Nagano, sendo o 3° filho de Ichikawa Katashi, um contador do Exército Imperial Japonês, e foi adotado pela família Yamada quando criança. Ele se formou na 14.ª turma da Acadêmia do Exército Imperial Japonês em 1902, e seus colegas, eram os futuros generais Motoo Furushō e Toshizō Nishio. Foi promovido a tenente em fevereiro de 1905 e deu aulas como instrutor na Academia do Exército, sendo promovido a capitão em setembro de 1912. Se formou na 24.ª turma do Colégio do Estado-Maior do Exército em novembro, onde seus colegas eram Kenji Doihara, Kiyoshi Katsuki, Hisao Tani e Yanagawa Heisuke.

### Serviço militar
Como oficial de cavalaria, subiu na hierarquia rapidamente. Foi promovido a major em junho de 1918 e nomeado instrutor da Escola de Cavalaria do Exército, sendo promovido à tenente-coronel em agosto de 1922. Em agosto de 1925, foi promovido a coronel e nomeado comandante do 26.º Regimento de Cavalaria do IJA. Em 1926, foi Chefe do Estado-Maior do Exército Escolhido. Ele serviu na seção de comunicações do 3.º Bureau do Estado-Maior do Exército Imperial Japonês de 1927 a 1930.
Foi promovido à major-general em agosto de 1930 e nomeado comandante da Escola de Cavalaria do Exército. De 1931 a 1932, ele retornou ao campo como comandante da 4.ª Brigada de Cavalaria do IJA, antes de reassumir uma série de cargos administrativos (incluindo o de comandante da Academia do Exército Imperial Japonês) em 1937. Ele foi condecorado com a Ordem do Tesouro Sagrado, 2.ª classe em fevereiro de 1934 e promovido a tenente-general em agosto de 1934.

### Segunda Guerra Mundial
Com o início da Segunda Guerra Sino-Japonesa em 1937, Yamada foi nomeado comandante da 12.ª Divisão da IJA, mantendo uma base em Manchukuo. Durante esse período, a 12.ª Divisão era uma unidade de elite, com uma quantidade enorme de poder de fogo e equipamentos pesados. Se tornou comandante do 3.º Exército do IJA em 1938 e do Exército Expedicionário da China Central de 1938 a 1939.

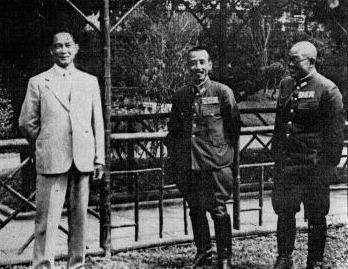
Yamada (centro) e o político Wang Jingwei (esquerda), na China. Foto de aproximadamente 1939.

Foi promovido a general em agosto de 1940 e foi chamado para voltar ao Japão e assumir o cargo de Inspetor Geral de Treinamento Militar de 1940 à 1944. Também serviu como membro do Conselho Supremo de Guerra neste período. Em maio de 1943, ele foi promovido ao título honorífico de 3° Grau.
Em 1944, com a renúncia do primeiro-ministro Hideki Tojo, Yamada caiu em desgraça na política e em julho, voltou para Manchukuo como comandante final do Exército de Guangdong, e, ao mesmo tempo, ocupou os cargos de embaixador japonês em Manchukuo e Governador-geral do Território Alugado de Kwantung. Ele rapidamente informou ao Quartel General Imperial que seria impossível manter a fronteira com a União Soviética se as forças japonesas ficassem em um só local, já que o Exército Guangdong havia sido amplamente desmembrado com a redistribuição de tropas experientes (com a maior parte de seu equipamento) para o teatro do Pacífic na guerra. Sem ajuda do Japão, Yamada tentou organizar um grande número de recrutas e voluntários mal-treinados em 8 novas divisões de infantaria e 7 novas brigadas de infantaria, e se retirar das áreas da fronteira para proteger o núcleo estratégico da nação. No entanto, quando o Exército Soviético invadiu a Manchúria em 9 de agosto de 1945, muitas das forças improvisadas de Yamada não estavam mais do que 15% prontas para combater e foram rapidamente derrotadas.

### Julgamento, vida pós-guerra e morte

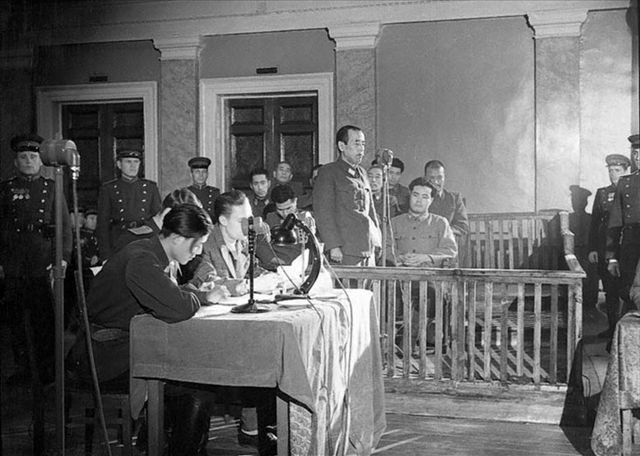
Yamada em seu julgamento. Foto de 1949.

Com a rendição do Japão, Yamada foi levado como prisioneiro de guerra para a cidade de Khabarovsk em 1949, na União Soviética. Foi réu nos Julgamentos de Crimes de Guerra de Khabarovsk e foi sentenciado a 25 anos em um campo de trabalho soviético por crimes de guerra. Durante seu julgamento, admitiu autorizar o uso de "bombas Ishii", granadas de porcelana frágeis com bactérias do tifo e de peste bubônica, desenvolvidas pela Unidade 731 para uso em guerras biológicas.
Yamada foi libertado com a Declaração Conjunta Soviético-Japonesa de 1956, renormalizando as relações diplomáticas entre o Japão e a União Soviética, e foi mandado de volta ao Japão, onde morreu em 1965, aos 83 anos, em Tóquio.

### Cargos
| Antecessor                                           | Período                             | Sucessor             |
| Governador-General de Guandong                       |                                     |                      |
| —                                                    | 1944–1945                           | Yoshijirō Umezu      |
| Comandante da 12° Divisão                            |                                     |                      |
| Yoshishige Shimizu                                   | Março de 1937 –Janeiro de 1938      | Uemura Seitaro       |
| Comandante da 3° Divisão                             |                                     |                      |
| Nogi Maresuke                                        | Janeiro – Dezembro de 1938          | Hayao Tada           |
| Comandante do Exército Expedicionário Central Chinês |                                     |                      |
| Shuroku Hata                                         | Dezembro de 1938 – Setembro de 1939 | —                    |
| Inspetor-Geral de treinamento militar                |                                     |                      |
| Toshizō Nishio                                       | Outubro de 1940 – Julho de 1944     | Hashime Sugiyama     |
| Comanadante Comando Geral de Defesa                  |                                     |                      |
| —                                                    | Julho – Dezembro de 1941            | Naruhiko Higashikuni |
| Comandante do Exército de Guandong                   |                                     |                      |
| Yoshijirō Umezu                                      | Julho de 1944 – Setembro de 1945    | —                    |